# Sergej Ćetković
Sergej Ćetković (Montenegrijns: Сергеј Ћетковић; Titograd, 8 maart 1976) is een Montenegrijns zanger.

## Biografie
Ćetković werd op 8 maart 1976 geboren in Podgorica, dat toen nog Titograd heette en onderdeel was van Joegoslavië. In 1998 brak hij door bij het grote publiek door zijn deelname aan het muziekfestival Sunčane, met het nummer Bila si ruža. Twee jaar later bracht hij zijn eerste album uit. Al vrij snel groeide hij uit tot een van de bekendste artiesten in de landen van het voormalige Joegoslavië.
Op 19 november 2013 maakte de Montenegrijnse openbare omroep bekend dat het Sergej Ćetković intern had gekozen om Montenegro te vertegenwoordigen op het Eurovisiesongfestival 2014, dat gehouden werd in de Deense hoofdstad Kopenhagen. Hij werd er 19de in de finale.